# Сагалевич, Анатолий Михайлович
Анато́лий Миха́йлович Сагале́вич (род. 5 сентября 1938, Чернигов) — советский и российский учёный, исследователь Мирового океана с применением глубоководных обитаемых аппаратов, профессор. Герой Российской Федерации. Младший брат Валерия Сагалевича.

## Биография
Родился 5 сентября 1938 года в Чернигове. Его детские годы прошли в городе Балашихе Московской области. Отец Анатолия Сагалевича — Михаил Львович, был известным в Балашихе строителем, участником Великой Отечественной войны. В боях он участвовал с сентября 1941 года, в том числе принимал участие в Битве за Москву, трижды был ранен и контужен. К 1945 году он уже старшим лейтенантом воевал в составе 28-го инженерно-сапёрного батальона 4-й сапёрной бригады 2-й армии Войска Польского. За бои в Польше Михаила Львовича наградили орденом Красной Звезды.
С детства Анатолий Сагалевич мечтал о море, увлекался чтением: особенно любил книги о подводных плаваниях, написанные Александром Беляевым, Жюлем Верном и Уильямом Бибом.
Окончил школу № 2 в Балашихе и Московский судостроительный техникум. С 1959 года работал в Институте автоматики и телемеханики (ныне институте проблем управления) АН СССР, одновременно учился во Всесоюзном заочном энергетическом институте, который окончил в 1965 году. В том же году Сагалевич начал работать в Институте океанологии Академии наук СССР, (впоследствии — Институт океанологии имени П. П. Ширшова Российской академии наук), поначалу был младшим научным сотрудником, разрабатывал аппаратуру для гидро- и геофизических исследований.
В дальнейшем Сагалевич занялся глубоководными исследованиями. В 1960-е годы в СССР не было собственных батискафов для решения подобных задач. В начале 1970-х годов заместитель директора института океанологии Игорь Михальцев выступил с предложением создать или купить за рубежом батискаф с глубиной погружения до 2000 метров. Было решено приобрести канадские глубоководные обитаемые подводные аппараты типа «Пайсис». Эта задача была непростой, поскольку в те годы против СССР действовало эмбарго США, и канадская сторона согласилась поставлять Советскому Союзу только не до конца укомплектованные батискафы с ограниченной функциональностью. Договориться с канадцами было поручено Сагалевичу: он два года провел в Канаде, занимаясь доукомплектованием корпусов батискафов научно-исследовательским оборудованием. В 1975—1976 годах аппараты «Пайсис-VII» и «Пайсис-XI» были доставлены в СССР.
В 1977 году А. М. Сагалевич участвовал в первой экспедиции «Пайсисов» на озере Байкал в качестве второго пилота в составе экипажа «Пайсис-XI» (командир — А. М. Подражанский, наблюдатель Николай Резинков). Тогда глубоководные аппараты достигли глубины в 1400 метров, установив рекорд для погружений в пресной воде. В ходе экспедиции были собраны подтверждения гипотезы о возникновении озера из-за трансформного разлома. Все члены экипажа «Пайсис-XI» были награждены орденом «Знак Почёта». Повторная экспедиция на Байкал на тех же «Пайсисах» была совершена Сагалевичем в 1991 году. Кроме Байкала советские ученые при помощи «Пайсисов» вели исследования в Тихом, Атлантическом и Индийском океанах.
В 1979 году Сагалевич стал заведующим лабораторией научной эксплуатации глубоководных обитаемых подводных аппаратов. В 1985 году защитил докторскую диссертацию.
Для дальнейшего освоения мирового океана руководство АН СССР решило создать новый управляемый аппарат, способный погружаться на глубину до 6 километров. Существующие военные разработки, например, проект 1906, или «Поиск-6», спущенный на воду в 1979 году, был слишком тяжёл и неэффективен для подводных исследований и фактически являлся неуправляемым батискафом, а на создание нового полноценного глубоководного обитаемого аппарата (ГОА) ушло бы не менее 15 лет. В создании проекта принимали участие специалисты КБ «Лазурит» и Института океанологии. Одним из основных создателей технического задания для проекта был Анатолий Сагалевич. По этому проекту в 1987 году финской компанией Rauma Repola было построено два ГОА: «Мир-1» и «Мир-2». Носителем для этих аппаратов стало судно «Академик Мстислав Келдыш», построенное в 1981 году в Финляндии.
Сагалевич участвовал в экспедиции в Атлантическом океане на новом судне, осуществив погружение на глубину 6170 и 6120 метров. За создание ГОА «Мир» Сагалевич был награждён орденом Ленина, а в 1989 году его назначили руководителем всего исследовательского проекта «Мир».
После распада СССР финансирование программ глубоководных исследований значительно сократилось, и проект «Мир» на деньги иностранных инвесторов участвовал в съёмках фильмов и коммерческих экспедициях. В 1998 году Сагалевич участвовал в поисках потопленной в 1944 году японской подводной лодки I-52, которая перевозила золото в нацистскую Германию в качестве платы за военное оборудование. Экспедиции под руководством Пола Тидвелла (Paul Tidwell) удалось найти субмарину. В том же году повторная экспедиция с участием «Мир-1» и «Мир-2» осуществила новые погружения для съёмки документального фильма о судьбе I-52.
В 1996 году по заказу американского кинорежиссёра Джеймса Кэмерона Сагалевич руководил экспедицией ГОА «Мир» к затонувшему в 1912 году пассажирскому лайнеру «Титаник». Впервые в мире проведённые его коллективом глубоководные киносъёмки были использованы в фильме Кэмерона «Титаник» (1997). В этом фильме Сагалевич снялся в роли самого себя. В 2000 году Сагалевич участвовал в съёмках другого фильма Кэмерона — «Призраки бездны». В 2001 и 2002 годах Сагалевич возглавлял экспедицию для съёмок фильма о немецком линкоре «Бисмарк». В 2005 году принял участие в съёмках ещё одного фильма Кэмерона — «Aliens of the Deep», снятого в IMAX 3D.
После катастрофы советской атомной подводной лодки К-278 «Комсомолец» 7 апреля 1989 года Сагалевич участвовал в семи экспедициях к месту гибели корабля (1989—1997), целью которых было обследование и герметизация реактора затонувшей подводной лодки. Неоднократно спускался к погибшему кораблю, будучи пилотом ГОА «Мир-2». Сагалевич разработал специальную технологию для консервации подобных объектов. Операция по консервации реактора АПЛ «Комсомолец» завершилась успехом, за неё Сагалевич был награждён орденом Мужества.
После катастрофы подводной лодки К-141 «Курск» 12 августа 2000 года Сагалевич спускался на ГАО «Мир» для исследования места аварии. Он же первым заявил, что Курск не мог затонуть из-за столкновения с другой подводной лодкой.
Летом 2007 года Сагалевич участвовал в экспедиции «Арктика-2007» под руководством депутата от партии «Единая Россия» Артура Чилингарова. Сагалевич управлял ГОА «Мир-1», в котором также находился Чилингаров и другой депутат-единоросс Владимир Груздев. Мир-1 произвёл рекордное подледное погружение на Северном полюсе, достигнув глубины в 4261 метр. Сообщалось, что «Мир-1» установил на дне титановые флаги России и Абхазии, а также «капсулу с посланием будущим поколениям». В правительстве США этот шаг был расценен как пропагандистский и подвергся критике с научной и юридической точки зрения. Американский подводник-исследователь Альфред Макларен (Alfred McLaren) заявил, что Сагалевич украл его технологию подлёдного погружения.
Несколько дней спустя Чилингаров на посвящённой итогам экспедиции пресс-конференции (проведённой под флагом «Единой России», побывавшим с полярниками на дне Северного Ледовитого океана) заявил, что «на недовольных нам наплевать. Арктика всегда была российской и осталась российской». По возвращении в Москву Сагалевич вместе с Чилингаровым посетили президентскую резиденцию в Ново-Огарёво, где с успешным завершением уникального эксперимента их поздравил Владимир Путин. Президент отметил, что результаты экспедиции должны быть «положены в основу позиции России» по решению проблемы принадлежности арктического шельфа.
10 января 2008 года «за мужество и героизм в экстремальных условиях и успешное проведение арктической экспедиции» Сагалевичу было присвоено звание Героя России.
Летом 2008 года Сагалевич стал заместителем руководителя новой научной экспедиции по спуску на дно озера Байкал. Целью экспедиции было уточнение глубины озера, поиск на его дне новых биологических видов и оценка перспективы добычи газогидратов в качестве топлива. 30 июля 2008 года ГОА «Мир-2» получил повреждение, столкнувшись с баржей из-за сильного волнения на поверхности, но уже 2 августа был отремонтирован и готов к погружению. В августе и сентябре подводные аппараты совершили более пятидесяти погружений, обнаружив новые виды живых организмов и несколько точек выхода нефти.
Летом 2009 года в ходе очередной байкальской экспедиции Сагалевич достиг точки дна, которая предположительно является самой глубокой точкой озера и находится на глубине 1640 метров. В том же году в одном из спусков батискафов принял участие премьер-министр Путин.
После того, как весной 2010 года в Мексиканском заливе затонула нефтяная платформа, что привело к значительному загрязнению вод нефтью, владевшая платформой компания BP неформально обращалась к Сагалевичу с просьбой привлечь его ГОА для ликвидации экологической катастрофы. Тем не менее официального запроса о помощи от BP так и не поступило.
Кроме аппаратов «Мир-1» и «Мир-2» в мире существует ещё несколько схожих по характеристикам ГОА: тип «Alvin» (1964 год, США), «Nautile» (1984 год, Франция) и «Shinkai 6500» (1990 год, Япония). Однако, по мнению Сагалевича, ГОА «Мир-1» и «Мир-2» наиболее эффективны и могут погружаться на глубину до 7500-8000 метров.
Сагалевич руководил экспедициями ГОА «Мир» с 1989 года, совершил более 500 погружений в качестве главного пилота ГОА, проведя под водой более 4 тысяч часов.
Является автором более 300 публикаций, 10 книг в соавторстве и 3 монографий.
Упоминая о своих планах, Сагалевич говорил, что мечтает опуститься на дно Марианской впадины, совершить кругосветное плавание и найти Атлантиду.
- Премьер-министр Владимир Путин (в центре) вместе с акванавтами после погружения на дно озера Байкал, 2009.
- «Мир-1» Анатолия Сагалевича (слева) и «Мир-2» Евгения Черняева (справа) в порту Лозанны (Швейцария) на Женевском озере, 2011.
- «Мир» готов к погружению.

## Личная жизнь
Супруга — Наталья Сагалевич.

## Награды и звания
Российские государственные награды и звания:
- Герой Российской Федерации (9 января 2008 года) «за мужество и героизм, проявленные в экстремальных условиях, и успешное проведение Высокоширотной арктической глубоководной экспедиции»[5];
- Орден Мужества (26 декабря 1994 года) — за успешное выполнение подводно-технических работ на затонувшей в Норвежском море атомной подводной лодке «Комсомолец» и проявленные при этом мужество и отвагу[6].

Государственные награды СССР:
- Орден Ленина (1988) — за создание ГОА «Мир-1» и «Мир-2» и в связи с 50-летием со дня рождения;
- Орден «Знак Почёта» (1981) — за глубоководные исследования озера Байкал.

Прочие награды:
- Медаль Томаса Ловеса[англ.] — за весомый вклад в проведение глубоководных исследований океана в XX веке, клубом исследователей США.

С 2002 года — член Академии подводных искусств и наук США по номинации «Наука», имя Сагалевича помещено в Зал подводной славы в Майями. В 2003 году Сагалевич стал лауреатом приза «Международный компас» от Морского Технологического общества США.

## Труды
- Сагалевич, А. М. Глубина. — М. : Научный мир, 2002. — 320 с. — ISBN 5-89176-174-20.
- Сагалевич, А. М. Романтическая океанология. — М. : Яуза-пресс, 2018. — 224 с. — ISBN 978-5-6040909-6-1